# Provincia del Capo Settentrionale
La provincia del Capo Settentrionale (Northern Cape in inglese) è una vasta ma scarsamente abitata provincia del Sudafrica. Ha capoluogo Kimberley.

## Comuni e distretti
La provincia di Northern Cape è suddivisa in 5 District Management Areas (DMAs) con codici NCDMA06, NCDMA07, NCDMA08, NCDMA09, NCDMACB1 e 5 distretti municipali, a loro volta sono suddivisi in 27 municipalità locali.

- Municipalità distrettuale di Namakwa (DC6)
  - Municipalità locale di Richtersveld (NC061)
  - Municipalità locale di Nama Khoi (NC062)
  - Municipalità locale di Kamiesberg (NC064)
  - Municipalità locale di Hantam (NC065)
  - Municipalità locale di Karoo Hoogland (NC066)
  - Municipalità locale di Khâi-Ma (NC067)
- Municipalità distrettuale di Pixley ka Seme (DC7)
  - Municipalità locale di Ubuntu (NC071)
  - Municipalità locale di Umsombomvu (NC072)
  - Municipalità locale di Emthanjeni (NC073)
  - Municipalità locale di Kareeberg (NC074)
  - Municipalità locale di Renosterberg (NC075)
  - Municipalità locale di Thembelihle (NC076)
  - Municipalità locale di Siyathemba (NC077)
  - Municipalità locale di Siyancuma (NC078)
- Municipalità distrettuale di Siyanda (DC8)
  - Municipalità locale di Mier (NC081)
  - Municipalità locale di !Kai! Garib (NC082)
  - Municipalità locale di !Kheis (NC084)
  - Municipalità locale di Tsantsabane (NC085)
  - Municipalità locale di Kgatelopele (NC086)
  - Municipalità locale di Khara Hais (NC083)
- Municipalità distrettuale di Frances Baard (DC9)
  - Municipalità locale di Sol Plaatje (NC091)
  - Municipalità locale di Dikgatlong (NC092)
  - Municipalità locale di Magareng (NC093)
  - Municipalità locale di Phokwane (NC094)
- Municipalità distrettuale di Kgalagadi (DC45)
  - Municipalità locale di Moshaweng (NC451)
  - Municipalità locale di Ga-Segonyana (NC452)
  - Municipalità locale di Gamagara (NC453)